# Antonio Meucci
Antonio Meucci (né le 13 avril 1808 à San Frediano, un quartier de la commune de Florence, alors dans l'Empire français, et mort le 18 octobre 1889 à Staten Island, quartier de New York, aux États-Unis) est un inventeur italien, notamment connu pour sa contribution à l'invention du téléphone. 
Son rôle dans l'histoire du téléphone a été officiellement reconnu le 11 juin 2002 par la Chambre des représentants des États-Unis : 
« Expressing the sense of the House of Representatives to honor the life and achievements of 19th Century Italian-American inventor Antonio Meucci, and his work in the invention of the telephone. »
— Conclusion de la chambre des représentants des États-Unis.
        
« La Chambre des représentants souhaite honorer la vie et les réalisations de l'inventeur italo-américain du XIXe siècle Antonio Meucci et son travail dans l'invention du téléphone »
Antonio Meucci étudie la mécanique avant de travailler comme technicien dans différents théâtres jusqu’en 1835, année où il déménage à Cuba pour continuer dans le théâtre.
Il invente une méthode pour galvaniser le métal, qu’utilise alors l’armée à Cuba. Il travaille aussi durant dix ans sur une méthode efficace de traitement de certaines maladies par électrochocs, puis, en 1849, imagine les bases du téléphone et développe un prototype, dont rien n'indique cependant qu'il fonctionnait.
Il part en 1850 à New York pour promouvoir ses inventions, sans grand succès. C'est au cours de ces années qu'il fabrique son prototype de téléphone, le Telettrofono.
Le 12 décembre 1871, il fonda  la Telettrofono Company avec trois associés et, le 28 décembre, il protége son invention par un «brevet provisoire», formule renouvelable plus économique qu'un brevet.
En 1874, il serait entré en contact avec la compagnie Western Union, dans l'espoir de voir son prototype développé et commercialisé, mais la compagnie ne donne pas suite. Deux ans plus tard, en 1876, Bell dépose son brevet. Convaincu de s'être fait voler son invention, Meucci lui intente un procès. Le procès dure jusqu’en 1889, date à laquelle la mort de Meucci met fin aux procédures, sans que la paternité de l'invention du téléphone lui soit reconnue.
Aujourd'hui, son nom est plus généralement associé à celui de Giuseppe Garibaldi, dont il fut l'ami à partir de 1860.

## La controverse de paternité
Jusqu'en 1989, personne n'avait jamais remis en question la paternité de Bell sur l'invention du téléphone. Cette année-là, Basilio Catania, ancien directeur général de la CSELT (l'agence de recherche et de développement des télécoms italiennes), découvre les travaux d'Antonio Meucci, alors qu'il est ingénieur de théâtre à Florence.
Basilio Catania théorise alors une éventuelle spoliation de Meucci par Bell. L'appareil fabriqué par Meucci, le Télettrophone, aurait bel et bien fonctionné. Il l'aurait réalisé, en 1850, pour communiquer entre son bureau et la chambre de sa femme, paralysée par des crises d'arthrite.
Dix ans plus tard, il en aurait fait une démonstration à son ami Enrico Bendelari et l'expérience aurait été relatée par un journal new-yorkais de langue italienne, L'Eco d'Italia.  Ainsi, après avoir fabriqué plusieurs dispositifs téléphoniques entre 1849 et 1870, il dépose un brevet descriptif (en), intitulé "Sound Telegraph", le 28 décembre 1871. N'ayant pas les ressources financières pour déposer une véritable demande de brevet, dont les frais d'enregistrement sont beaucoup plus élevés, ce brevet provisoire expire en 1874, faute du paiement de la taxe annuelle de dix dollars. 
En 1872, il prend contact avec Edward B. Grant, vice-président de la Western Union Telegraph Company, en vue d'une démonstration. C'est à partir de ce moment-là que, selon Catania, la spoliation aurait commencé. Grant aurait offert à Meucci d'utiliser ses locaux et d'y entreposer son matériel, celui-ci lui aurait aussi demandé d'examiner les plans de son invention. Une fois ceux-ci en sa possession, Grant aurait systématiquement repoussé la date de la démonstration.
Au cours des deux années qui suivirent, Meucci ne peut jamais réaliser sa démonstration. C'est aussi pendant ces deux années que Bell aurait volé l'invention de Meucci, toujours selon Basilio Catania. Ce dernier met en effet en avant que Bell aurait travaillé dans le laboratoire où Meucci avait entreposé ses appareils.
En mars 1876, Graham Bell dépose le brevet du téléphone, puis expérimente son appareil à l'exposition internationale de Philadelphie, en 1876. Vient ensuite le grand succès de Londres où il installe un téléphone à la Chambre des communes. Les protestations de Meucci auraient dès lors été vaines, face à la richesse et à la puissance grandissante de Bell.
Pour soutenir cette thèse, Catania s'appuie également sur les travaux d'une commission d'enquête dont l'attention aurait été attirée par les plaintes de Meucci pour ententes illicites : il aurait existé une lien entre des employés de l'office des brevets et la société de Bell. Celle-ci s'était engagée à rétrocéder à la Western Union 20 % des bénéfices de l'invention du téléphone.
Cent cinquante ans après l'arrivée de Meucci à Manhattan,  la communauté italo-américaine de New York réussit finalement à convaincre Rudolph Giuliani, le maire de New York, de réhabiliter Meucci en faisant du 1er mai 2000, le Meucci Day ("Journée Meucci"). De surcroît, comme il est indiqué dans l'introduction, son rôle dans l'histoire du téléphone a été officiellement reconnu en 2002 par la Chambre des représentants des États-Unis. En France, cette thèse a également été médiatisée en 2007 par le journaliste Jean-Baptiste Giraud.

## Œuvres de fiction
Il est cité dans l'épisode 8 de la saison 1 des Soprano (The Legend of Tennessee Moltisanti), au cœur d'un débat portant sur l'identité italo-américaine à la table de la famille Soprano. Tony Soprano dit de lui qu'il a « été volé » (he got robbed) en faisant référence à la controverse avec Graham Bell.
Antonio Meucci est également cité dans le chapitre 2 du jeu-vidéo There is No Game: Wrong Dimension. Sherlock et Watson, après être entré dans la maison de Mr. Wilhelm, remarquent la présence d'un téléphone, que Sherlock décrit comme « un prototype de télettrophone d'Antonio Meucci ».
Antonio Meucci a inspiré un film et deux téléfilms :
- Antonio Meucci, film d'Enrico Guazzoni, Italie, 1940[7] ;
- Antonio Meucci cittadino toscano contro il monopolio Bell, téléfilm de Daniele D'Anza, Italie, 1970[8] ;
- Meucci, téléfilm de Fabrizio Costa, Italie, 2005[9].

Il est également au centre de l'intrigue du roman de Karla Suárez La Havane année zéro (Paris, Métailié, 2012, 250 p.), et fait l'objet d'un portrait dans la bande dessinée Les Oubliés de la science de Camille Van Belle (Alisio Sciences, 2022).

## Divers
Dans le film Le Parrain 3, l'acteur Joe Mantegna, qui incarne Joey Zasa, se présente à Michael Corleone pour lui décerner le prix Meucci. Il lui dit alors : « C'est l'italo-américain qui a inventé le téléphone et il l'a fait un an avant Alexandre Graham Bell ».